# آلدان، روسیه
شهر آلدان، روسیه (به روسی: Алдан) در کشور روسیه و در جمهوری یاقوتستان واقع شده‌است.